# Christian Gratzei
Christian Gratzei (Leoben, Austria, 19 de septiembre de 1981) es un futbolista austriaco de origen turco, que se desempeña como portero y que actualmente milita en el Sturm Graz de la Bundesliga de Austria.

## Clubes
| Club       | País    | Año           |
| ---------- | ------- | ------------- |
| DSV Leoben | Austria | 1998-2001     |
| Grazer AK  | Austria | 2001-2002     |
| Sturm Graz | Austria | 2002-presente |

## Selección nacional
Ha sido internacional con la Selección de fútbol de Austria, ha jugado 10 partidos internacionales por dicho seleccionado.